# Ілемнянський водоспад
Ілемня́нський водоспа́д — водоспад в Українських Карпатах, у північно-західній частині гірського масиву Ґорґани, на південь від села Ілемня (Калуський район, Івано-Франківська область). 
Розташований на невеликому потоці, який є лівою притокою річки Ілемка. Утворився в місці, де потік перетинає урвище флішового типу заввишки бл. 8 м. 

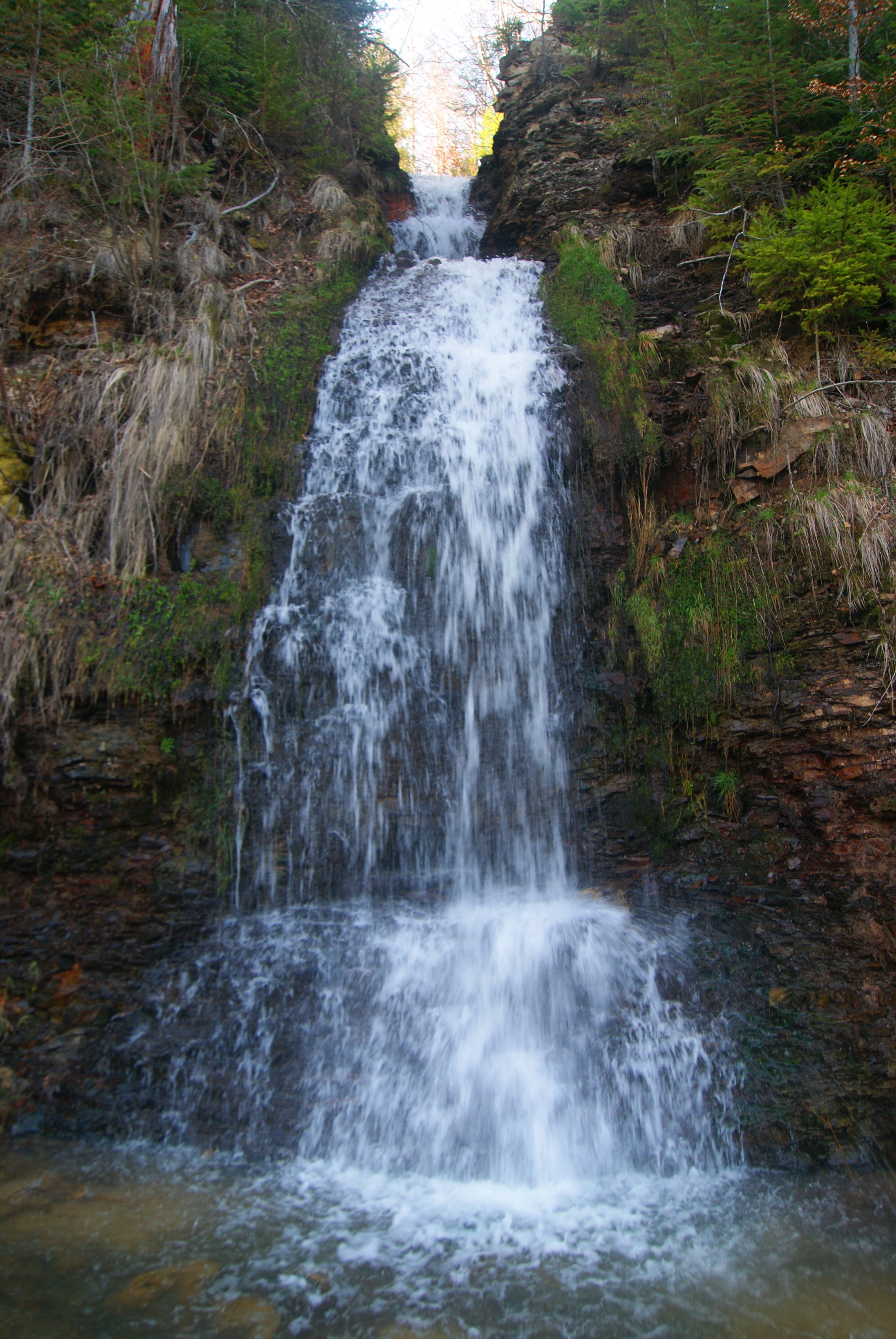

Водоспад особливо мальовничий після рясних дощів або під час танення снігу. В посушливу пору потік майже пересихає.